# Karel Van Hoorebeke
Karel Frans Van Hoorebeke (Gent, 20 maart 1950) is een Belgisch voormalig Vlaams-nationalistisch politicus van de Volksunie en de N-VA. Hij was onder andere volksvertegenwoordiger.

## Levensloop
Karel Van Hoorebeke volgde humaniora aan het Sint-Lievenscollege in Gent. Daarna studeerde hij af als licentiaat in de rechten aan de Rijksuniversiteit Gent en licentiaat in het maritiem recht aan de Université libre de Bruxelles. Sinds 1974 is hij actief als advocaat aan de Balie van Gent, waarbij hij zich ging specialiseren in handelsrecht, vennootschapsrecht en maritiem en transportrecht.
Hij kwam in aanraking met de Vlaamse Beweging door met zijn ouders deel te nemen aan de IJzerbedevaart en de Marsen van Brussel. Van 1975 tot 1978 was Van Hoorebeke bestuurslid van de Vlaamse Conferentie der Balie van Gent en tevens bestuurslid van het Davidsfonds in Sint-Denijs-Westrem. Eind jaren 1970 werd hij politiek actief voor de Volksunie. Van 1982 tot 1987 was hij voorzitter van de VU-afdeling Sint-Denijs-Westrem en van 1992 tot 1995 voorzitter van de arrondissementele VU-afdeling Gent-Eeklo. Voor de VU was Van Hoorebeke van 1984 tot 1992 gemeenteraadslid van Gent, waar hij van 1989 tot 1992 VU-fractievoorzitter was in de gemeenteraad. In 1992 verhuisde hij naar De Pinte. Van 1992 tot 1995 was hij daarenboven bijzonder opdrachthouder op het kabinet van Vlaams minister Johan Sauwens.
Van mei 1995 tot mei 2003 zetelde Van Hoorebeke voor het kiesarrondissement Gent-Eeklo in de Kamer van volksvertegenwoordigers. Als advocaat hield hij er zich voornamelijk bezig met justitie en van 1999 tot 2003 zetelde hij tevens in de commissie Binnenlandse Zaken, Openbaar Ambt en Algemene Zaken.
Binnen de Volksunie maakte Van Hoorebeke deel uit van de Oranjehofgroep die de radicale Vlaams-nationalistische lijn van de partij wilde bewaken. Deze Oranjehofgroep lag aan de basis van de partij N-VA, die in 2001 ontstond na het uiteenvallen van de Volksunie. In mei 2003 was hij N-VA-lijsttrekker voor de Kamer in Oost-Vlaanderen, maar de partij haalde er met 4,3% de kiesdrempel van 5 procent niet. Door deze verkiezingsnederlaag verliet hij de politiek.
Nadat hij terug naar Gent verhuisde, was hij in 2006 kandidaat voor de gemeenteraadsverkiezingen van dat jaar. Hij werd echter niet verkozen.
Van Hoorebeke werd in 2009 tot ereconsul van Wit-Rusland met als ressortgebied het Vlaams Gewest benoemd.